# Peltopteryx zwicki
Peltopteryx zwicki är en bäcksländeart som beskrevs av Bill P.Stark 1989. Peltopteryx zwicki ingår i släktet Peltopteryx och familjen Peltoperlidae. Inga underarter finns listade i Catalogue of Life.